# Фред Шмідт
Фред Шмідт (англ. Fred Schmidt, 23 жовтня 1943) — американський плавець.
Олімпійський чемпіон 1964 року.
Призер Панамериканських ігор 1963 року.